# Tiếng Luba-Kasai
Tiếng Luba-Kasai, còn gọi là tiếng Luba Tây, (nội danh: Ciluba/Tshiluba,) là một ngôn ngữ Bantu (khu L) miền Trung Phi, và là một ngôn ngữ quốc gia của Cộng hoà Dân chủ Congo, cùng với tiếng Lingala, Swahili, và Kongo.
Phương ngữ Đông nói ở Kasai-Oriental và phương ngữ Tây nói ở Kasai-Occidental có nhiều điểm khác biệt nhau. Theo Ethnologue, có 6,3 triệu người nói tiếng Luba-Kasai vào thời điểm 1991.
Trong số ngôn ngữ Bantu khu L, tiếng Luba-Kasai là thành viên của một nhóm gọi là "Luba", cùng với tiếng Kaonde (L40), tiếng Kete (L20), tiếng Kanyok, tiếng Luba-Katanga (KiLuba), tiếng Sanga, tiếng Zela và tiếng Bangubangu.

## Hệ chữ viết
Tiếng Luba-Kasai được viết bằng bảng chữ cái Latinh, có thêm các chữ ghép ng, ny, sh nhưng bỏ đi q, r, x:

## Âm vị học
Tiếng Luba-Kasai có 5 nguyên âm: /a, e, i, o, u/.
Dưới là bảng phụ âm tiếng Luba-Kasai.
|          |           | Đôi môi | Môi- răng | Chân răng | Sau chân răng | Vòm | Ngạc mềm | Thanh hầu |
| -------- | --------- | ------- | --------- | --------- | ------------- | --- | -------- | --------- |
| Tắc      | vô thanh  | p       |           | t         |               |     | k        |           |
| Tắc      | hữu thanh | b       |           | d         |               |     |          |           |
| Tắc xát  | Tắc xát   |         |           |           | tʃ            |     |          |           |
| Xát      | vô thanh  |         | f         | s         | ʃ             |     |          | h         |
| Xát      | hữu thanh |         | v         | z         | ʒ             |     |          |           |
| Mũi      | Mũi       | m       |           | n         |               | ɲ   | ŋ        |           |
| Tiếp cận | Tiếp cận  |         |           | l         |               | j   | w        |           |

/p/ có thể trở thành [ɸ]. Khi /d/ đứng trước /i/, nó có thể được phát âm là [dʒ].

## = Liên kết ngoài
- Cilubà online - Từ điển tiếng Pháp
- BBC News: Từ Congo "hầu hết không thể dịch được"
- Luba PanAfrican L10n trên Luba
- Ngôn ngữ và bảng chữ cái Tshiluba (Omniglot)
- Tshiluba: tiếng Kasai